# Мелвилл, Роберт
Роберт Мелвилл (англ. Robert Melvill; 12 [23] октября 1723, Шотландия — 29 августа 1809) — британский шотландский военачальник, государственный деятель (колониальный губернатор), изобретатель карронады, собиратель древностей и ботаник. 

## Биография
Родился в 1723 году в дворянской семье, глава старшей ветви которой носил титулы граф Ливен и граф Мелвилл. Мать Роберта, Хелен Уитт, была сестрой известного врача и учёного Роберта Уитта. 
Посещал Университет Глазго одновременно с Адамом Смитом, но затем покинул его, чтобы изучать медицину в Эдинбургском университете. Потом Роберт вступил в ряды Собственного Его Величества шотландского пограничного полка, который был первоначально сформирован его родственником, Дэвидом Мелвиллом, и сделал карьеру в британской армии. Он участвовал в Битве при Фонтенуа и других боях в континентальной Европе, а также в подавлении Второго якобитского восстания в родной Шотландии, во время которого был осаждён восставшими в замке Блэр, а затем сражался при Каллодене (1746). После подавления Якобитского восстания, вернулся в расположеной английской армии во Фландрию и продолжил участие в боевых действиях там.
Во время Семилетней войны Мелвилл в чине майора служил в Вест-Индии и участвовал в захвате некоторых принадлежавших Франции островов. 
В 1759 году изобрёл карронаду (первый рабочий вариант был создан в 1774 году), которая долгое время в его честь альтернативно называлась мелвиллиадой. В том же году был назначен вице-губернатором Гваделупы, при захвате которой ранее был ранен. В следующем году, после кончины губернатора, занял его место и был повышен в звании до бригадира. 
По Парижскому мирному договору 1763 года острова Гваделупа, Мартиника и Сент-Люсия были возвращены Франции, но Гренада, Гренадины, Доминика, Сент-Винсент и Тобаго были переданы Великобритании. Мелвилл был губернатором уступленных островов (кроме Гренады) с 1763 по 1770 год. В 1763—1765 годах был губернатором Доминики. Он также был исполняющим обязанности губернатора Гренады в 1764 году и снова в 1770-1771 годах. По словам историка Дэвида Олстона, политика, проводимая администрацией Мелвилла, обострила межконфессиональную напряженность между недавно прибывшими шотландскими пресвитерианскими плантаторами и давно обосновавшимися на острове французскими плантаторами-католиками, превратив Гренаду в политически неустойчивую и раздираемую враждой колонию. 
Назначенный первым британским губернатором острова Сент-Винсент, ранее принадлежавшего Франции, основал там Сент-Винсентский ботанический сад, существующий до настоящего времени. Однако, неудачный ход войны с чёрными карибами — смешанным афро-индейским населением северной части острова, привели к тому, что  в 1771 году Роберт Мелвилл был снят с должности и в том же году вернулся в Шотландию, где стал известным антикваром и членом Лондонского и Эдинбургского королевских обществ. 
Мелвилл совершил путешествие по Швейцарии и Италии, и, опираясь на труд Полибия, предложил реконструкцию маршрута, по которому Ганнибал перешёл через Альпы. Он также занимался исследованиями римских военных лагерей и поселений в Британии. Был известен, как благотворитель и меценат.
В старости Роберт Мелвилл ослеп, что являлось последствием одного из полученных им ранее ранений. Скончался Мелвилл в 1809 году, будучи на момент смерти вторым по возрасту британским генералом. В браке Мелвилл никогда не состоял.